# قرار مجلس الأمن التابع للأمم المتحدة رقم 405
قرار مجلس الأمن التابع للأمم المتحدة رقم 405، الصادر في 14 أبريل 1977، بعد النظر في التقرير الذي قدمته البعثة الخاصة المنشأة بموجب القرار 404 لبنين، أدان المجلس بشدة هجوم المرتزقة في البلاد في 16 يناير 1977. وأشار إلى القرار 239 (1965) الذي يدين أي دولة تستأجر المرتزقة لمهاجمة دولة أخرى والتدخل في شؤونها الداخلية. كما حذر المجلس من محاولة أي دولة لزعزعة استقرار دولة أخرى.
ويستمر القرار ليشكر البعثة الخاصة على عملها ويطلب مساعدة مادية لبنين من الدول الأعضاء للمساعدة في إصلاح الأضرار التي لحقت بها أثناء الهجوم.
ولم ترد تفاصيل عن التصويت، إلا أنه تم اعتماده «بتوافق الآراء».